# Гзира
Гзира (мальт. Gżira) — город на северо-восточном берегу Мальты, между городами Мсида и Слима, граничащий с Та-Шбиш, известный своей прославленной пристанью для яхт. Население города по переписи 2005 года составляет 7100 человек. Слово гзира в переводе с мальтийского означает остров и город получил своё такое название от острова Маноэль, который располагает в городской бухте в непосредственной от него близости.